# Karl Dippon
Karl Dippon (* 5. Januar 1901 in Beutelsbach; † 27. August 1981 in Schorndorf) war ein deutscher Weingärtner und Politiker.

## Leben
Karl Dippon war eines von vier Kindern des Weingärtners Johannes Dippon und dessen Frau Katharina Keefer. Er wuchs mit der Landwirtschaft, vor allem dem Obstanbau und dem Weinanbau auf. Er war sein gesamtes Leben lang Weingärtner. Als 1938 die WG Beutelsbach gegründet wurde, hat er einen großen Teil dazu beigetragen. Von 1945 bis 1971 war Dippon der Vorstandsvorsitzende der WG Beutelsbach. Im selben Zeitraum war er auch noch Vorsitzender der Remstalkellerei. 1946 gründete er die Württembergische Weingärtner-Zentralgenossenschaft, deren Vorsitzender er bis 1954 war. Er war einige Jahre Mitglied des Gemeinderates und war auch stellvertretender Bürgermeister von Beutelsbach. 1970 gründete er, gemeinsam mit anderen, die CDU Weinstadt. Im Kreistag von Waiblingen und im Landtag von Württemberg-Baden war er politisch aktiv. Er war verheiratet und hatte drei Kinder.